# Interruptor crepuscular

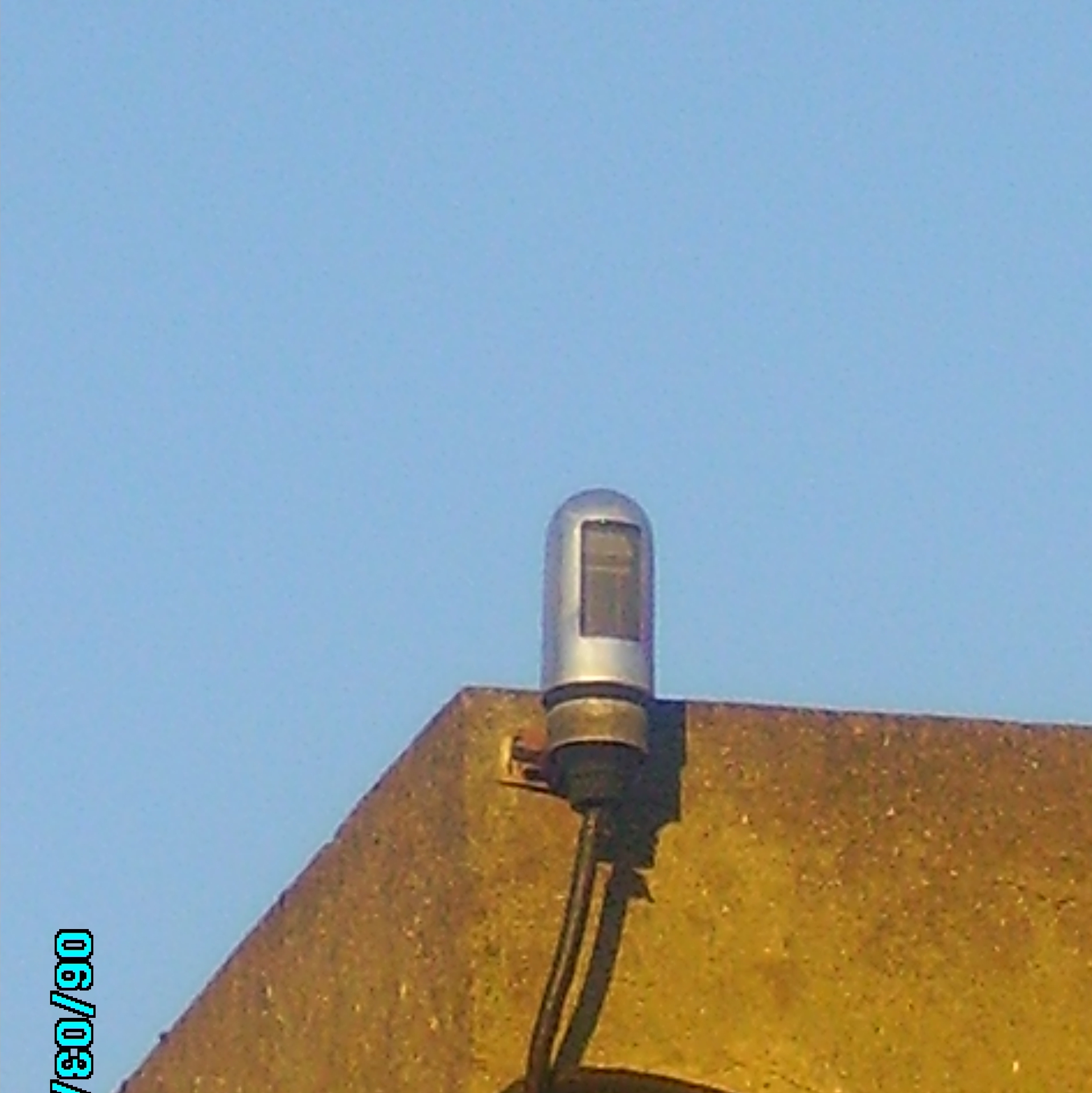
Sonda col·locada a la part superior d'una paret

Un interruptor crepuscular és un component electrònic que permet l'activació automàtica d'un circuit d'il·luminació quan la llum natural baixa en un entorn determinat. Entre una gran quantitat d'usos, el més comú és habilitar una il·luminació automàtica de carrers, camins, autopistes, carreteres, jardins, patis, etc.., quan la llum del sol baixa d'un cert nivell (p.e.: a partir del crepuscle).
Un circuit construït amb un interruptor crepuscular requereix, en alguns casos, d'altres components, com ara relés o contactors, quan es vol controlar una major potència electrica (llums, aparells elèctrics, etc..).

## Característiques tècniques
Mitjançant un sensor d'intensitat lumínica (fotoresistor, fotodíode, fototransistor, etc..) que detecta la quantitat de llum que il·lumina un entorn, dispara un circuit elèctric que obre o tanca els contactes d'un relé mecànic o d'estat sòlid (transistor de potència, tiristor, triac, etc), que activa el sistema d'il·luminació. Generalment, s'utilitza la il·luminació natural que incideix directament sobre un fotoresistor, obtenint com a efecte una làmpada que s'encén automàticament al capvespre i s'apaga, sempre automàticament, a la primera llum de l'alba. Gràcies a aquest sistema, es crea un gran ventall d'exemples d'ús, des d'il·luminació d'espais tant públics com privats fins a la simulació de presència, on l'interruptor crepuscular proporciona el funcionament intermitent d'un circuit d'il·luminació per poder simular la presència de persones que no estan físicament presents.
Hi ha models cada vegada més innovadors que permeten una major sensibilitat a la llum solar en els quals es pot ajustar el llindar perquè l'interruptor es dispari en un nivell determinat de foscor, establint així un retard per l'encesa i l'apagada respecte el nivell de llum ambient. Fins i tot hi ha models que no s'activen amb una llum artificial i la distingeixen de la llum natural, tot i que en alguns casos pot ser convenient combinar-lo amb sistemes de programació horària.

## Sensor electromecànic

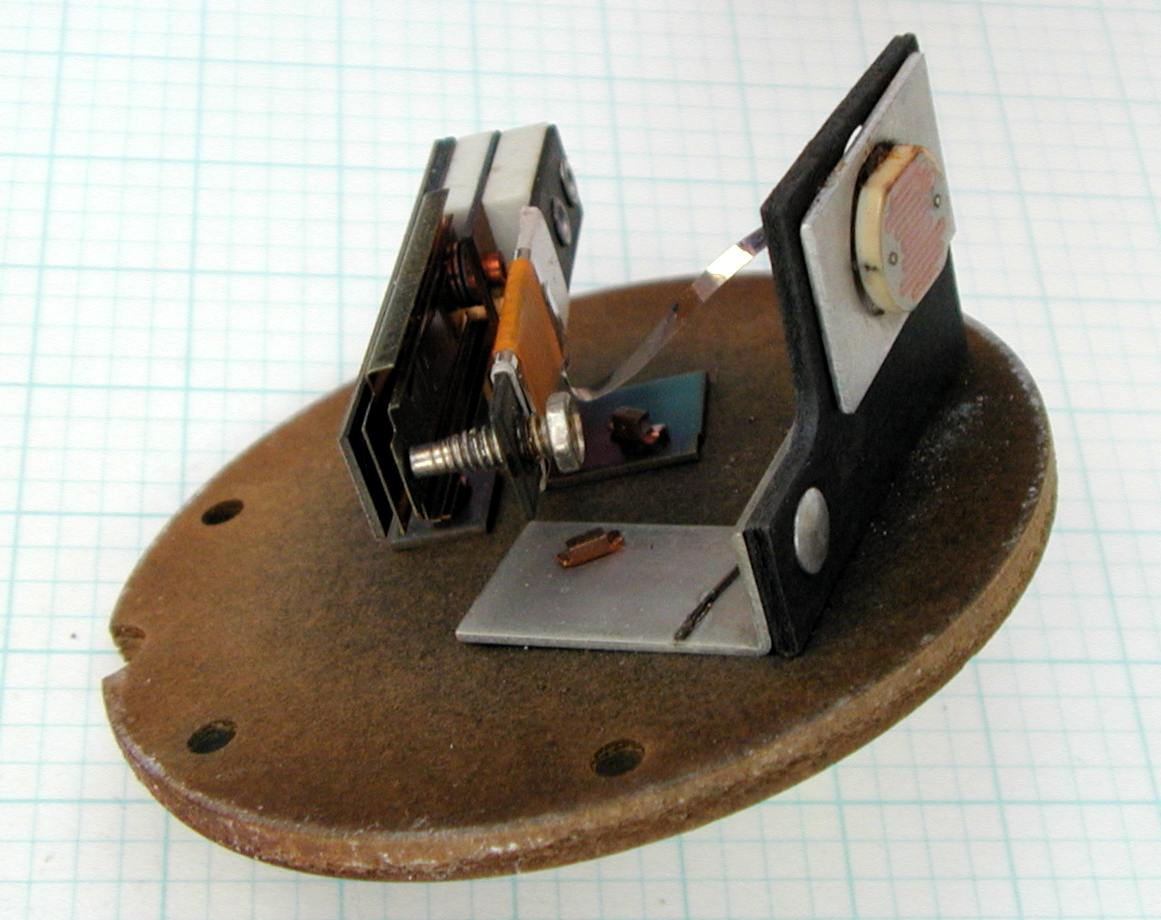
Interruptor crepuscular electromecànic

Els interruptors crepusculars més utilitzats són del tipus electromecànic que es diferencien dels electrònics per l'ús de relés pilotats ja integrats en el propi circuit, i que permeten connectar directament petites càrregues (per exemple, una sola làmpada). Els interruptors crepusculars es venen amb diferents formes per adaptar-se a totes les necessitats. De fet, poden variar des de la forma d'un portalàmpades fins a la d'una caixa separada (cilíndrica, quadrada, etc..).
S'ha de prestar atenció al nombre de làmpades que alimenta el dispositiu i la seva potència en watts, seguint les instruccions indicades al manual de l'usuari, per tal d'evitar una sobrecàrrega de corrent perillosa sobre els contactes del relé d'accionament, de fet en el cas que si calguin càrregues més elevades, caldrà intercalar un contactor. Per a l'enllumenat del carrer, per exemple, es pot utilitzar interruptor crepuscular individuals o bé un interruptor centralitzat que activa els altres relés allunyats per encendre moltes làmpades, ja que així la càrrega que ha de suportar l'interruptor crepuscular central és només la de les bobines individuals dels relés en paral·lel.

## Avantatges
El principal avantatge que es deriva de l'ús d'un interruptor crepuscular és l'estalvi considerable d'energia que això comporta, combinat amb la comoditat d'una programació diària innecessària, regulant-se eficaçment amb la llum solar.

## Inconvenients
El principal desavantatge a l'hora de fer la instal·lació, és que si es posa una llum artificial a prop d'un fotodetector sensible a aquesta, és possible que l'interruptor no s'activi. Per aquest cas cal tenir cura a on se situen les bombetes respecte els fotodetectors. A més a més, cal tenir en compte que l'encesa es basa exclusivament en la quantitat de llum natural present i no en l'altura del sol, per tant, és possible que es produeixin “enceses no desitjades”, per exemple en presència de nuvolositat compacta associada a una caiguda notable de la llum ambient que incideix sobre el sensor (P.e.: quan hi ha una tempesta) per evitar-ho es pot combinar amb sistemes de programació horària.